# Citytunneln
Citytunneln er en tunnel til jernbanetrafik i Malmø i Skåne, Sverige. Hele forbindelsen er 11 kilometer lang, heraf 6 kilometer tunnel under det centrale Malmø. Med de nødvendige forbindelser til eksisterende spor var den samlede sporlængde 17 km. Projekteringen af den såkaldte tunnelløsning begyndte i 1991. Selve byggeriet blev påbegyndt i 2005. Indvielsen fandt sted den 4. december 2010, mens de første ordinære tog kørte gennem tunnelen den 12. december 2010, et halvt år før oprindelig planlagt.
Tunnelens vigtigste opgave er at knytte trafikken fra Söderslätt sammen med Øresundstogtrafikken, gøre Malmös centralstation til en gennemkørselsstation (den har tidligere været en sækstation på samme måde som for eksempel Århus H), aflaste Kontinentalbanan for persontrafik samt øge Øresundstrafikkens opmarchområde.
Med åbningen af den underjordiske station i bydelen Triangeln skabtes også en af Sveriges største jernbanestationer, med stærkt forkortede rejsetider fra eksempelvis Lund til de sydlige dele af det centrale Malmö, tæt på Universitetssjukhuset MAS. Malmø har dermed to stationer i centrum, hvor Triangelns Station er den med flest arbejdspladser og husstande i nærheden.
I februar 2005 beregnede man at Citytunneln ville komme til at koste 9,45 milliarder SEK i 2001-kroner, hvoraf 7,1 milliarder SEK betales af Banverket, 1,1 milliard af Malmö kommune, 0,9 milliard af Region Skåne og 0,3 milliard er EU-bidrag.
Ud over Triangelns Station er også Hyllie Station åbnet. Ved Malmö Centralstation er der bygget en underjordisk del til den gennemkørende trafik, hvilket øger stationens kapacitet væsentligt. Rejsetiden fra Malmö Centralstation til Københavns Hovedbanegård beregnes til 33 minutter, mod de tidligere 35 minutter.
Den største tidsbesparelse er dog for rejsende til og fra Triangeln, som er en centralt beliggende plads i Malmø (15-25 minutters tidsbesparelse). Fra destinationer nord for Malmö er der en vis tidsbesparelse til København, omkring 10 minutter, da togene af blandt andre køreplanstekniske årsager før skulle holde 7-10 minutter ved Malmö Centralstation (der da var endestation), mens opholdet med gennemkørselsspor kan begrænses til 1-2 minutter.
Ifølge samfundsøkonomiske analyser udført af CTEK, Centrum för Transportekonomi, vil citytunnelprojektet give et svagt positivt eller svagt negativt resultat, med størst sandsynlighed for at projektet vil kunne være rentabelt. Ifølge Banverkets egen passagerprognose, bliver projektet ikke rentabelt.  Disse beregninger blev udført i 2001, hvor de forventede omkostninger (baseret på 2001-kroner) lå på 8 milliarder SEK. Siden 2000'ernes begyndelse er der sket en kraftig forøgelse af lokale og regionale togrejser.